# Portrait de madame Pastoret
Le Portrait de madame Pastoret est un tableau inachevé, peint par Jacques-Louis David en 1791. Il représente Adélaide Piscatory de Vaufreland (1765-1843), épouse d'Emmanuel Pastoret, alors maître des requêtes.

## Historique
Ami de la famille, David rompt avec les Pastoret en 1792, après la radicalisation de ses positions politiques. Par suite des circonstances révolutionnaires, ce portrait reste donc en possession de l'artiste et inachevé, comme deux autres portraits, celui de Philippe Laurent de Joubert et celui de Madame Trudaine..
L'enfant dans le berceau, dont on aperçoit la tête, est Amédée de Pastoret, futur conseiller d'Etat, dont Ingres peindra le portrait en 1826.
À la vente après décès de l'atelier de Jacques-Louis David, en 1826, le portrait est acheté par le modèle, moyennant 400 francs, et intègre les collections de son hôtel particulier parisien, 6 place de la Concorde. 
Il reste dans sa descendance jusqu'à sa petite-fille, la marquise de Rougé du Plessis-Bellière, née Marie de Pastoret, décédée sans postérité en 1890.
En 1884, il est catalogué comme appartenant aux collections de celle-ci , transférées depuis 1871 au château de Moreuil et ouvertes à la visite. En 1890, il est décrit par un visiteur . 
Ces collections sont dispersées aux enchères en mai 1897. Moyennant 17.900 francs, le portrait, qui forme le lot 21 de la vente, est adjugé à M. Cheramy .
Depuis 1967, ce portrait appartient aux collections de l'Institut d'Art de Chicago. 

## Pour approfondir

### Pages connexes
- Emmanuel de Pastoret
- Oeuvre de Jacques-Louis David